# Robbio
Robbio là một đô thị ở tỉnh Pavia trong vùng Lombardia của Ý, có cự ly khoảng 50 km về phía tây nam của Milan và khoảng 45 km về phía tây của Pavia.
Robbio giáp các đô thị sau: Borgolavezzaro, Castelnovetto, Confienza, Nicorvo, Palestro, Rosasco, Vespolate.